# Hysteropterum morum
Hysteropterum morum är en insektsart som beskrevs av Van Duzee 1923. Hysteropterum morum ingår i släktet Hysteropterum och familjen sköldstritar. Inga underarter finns listade i Catalogue of Life.